# Aleksandr Katałow
Aleksandr Grigoriewicz Katałow, ros. Александр Григорьевич Каталов (ur. w 1911 r., zm. ?) – radziecki wojskowy i dyplomata (pułkownik), oficer sowieckich wojskowych służb specjalnych (Radwiedupra i GRU).
W 1932 r. został zmobilizowany do Armii Czerwonej. W 1936 r. ukończył szkołę artyleryjską w Moskwie, po czym został zwerbowany przez Razwiedupr Armii Czerwonej. Skierowano go do Polski pod dyplomatycznym przykryciem kuriera ochrony ambasady ZSRR w Warszawie. Stosował pseudonim operacyjny „Alber”. Współpracował z tzw. piątką warszawską, czyli grupą wywiadowczą na czele z Rudolfem Herrnstadtem. W poł. sierpnia 1938 r. został aresztowany przez Policję Państwową, ale po kilku godzinach wyszedł na wolność. Powrócił do ZSRR, kontynuując służbę w wojskowych służbach specjalnych. W 1941 r. wstąpił do Wszechzwiązkowej Partii Komunistycznej (bolszewików). W 1945 r. objął funkcję starszego zastępcy szefa 3 Oddziału I Zarządu GRU. W latach 1954–1958 r. był attaché wojskowym w Holandii. Doszedł do stopnia pułkownika.